# Пјер Робен
Пјер Робен (фр. Pierre Robin; Шарол, 7. март 1867 — 1950), био је француски зубни хирург, стоматолог и професор на француској школи за стоматологију. Од 1914. године, био је уредник и шеф Стоматолошке ревије (фр. Revue de Stomatologie).

## Епоними
Пјер Робенов синдром
Конгениталну микрогенију (мала вилица) са глосоптозом (западање језика), касније названу Пјер Робенов синдром  први су описали 1891. у свом извештају на основу прегледа два пацијената са микрогнатијом, расцепом непца  и глосоптозом, Lannelongue и Menard.
Пјер Робенов синдром, назван је по Пјеру Робену који је први 1923. године, код једног новорођенчета дао опис са комплетном клиничком сликом конгениталне микрогнатије (микромаксиле) са расцепом непца и глосоптозом. 
До 1974. године, Пјер Робенов синдром, са три главна симптома био је познат под овим називом, за све облике конгениталне микрогнатије са расцепом непца, глосоптозом и другим аномалијама. Данас је назив Пјер Робенов синдром резервисан само за оне аномалије морфогенезе код којих је утврчено истовремено присуство вишеструких аномалија изазваних истом етиологијом. У другим случајевима користи се термин Робинова секвенца (низ) који је уведен да означи било који облик болести са низом аномалија изазваних каскадом догађаја иницираних једном малформацијом.